# کاخ خان نخجوان
کاخ خان نخجوان (ترکی آذربایجانی: Naxçıvan xan sarayı) اثر باستانی متعلق به قرن ۱۸ می‌باشد، که در شهر نخجوان، در جمهوری آذربایجان قرار دارد.

## دربارهٔ کاخ
این دربار که، بر اساس سبک معماری نخجوان-مراغه احداث گردیده‌است، تا اوایل قرن ۲۰ خانهٔ مسکونی خانان نخجوان بوده‌است. این قصر با دستور «کلب علی خان کنگرلی»، پدر آخرین خان خانات نخجوان «احسان خان» در اواخر قرن ۱۸ بنا شده‌است. کاخ خان نخجوان از ماه آوریل سال ۱۹۹۸ به عنوان موزه قالی نخجوان قعالیت می‌کند.
کاخ خان در سمت غربی مجموعهٔ کاخ دارای مساحتی ۳۶۰۰ متر مربع، مطابق به ساختار سربالای خان به سمت طلوع آفتاب بنا گردیده‌است. متجمع کاخ خان نخجوان شامل یک بنای چاشنی در ابعاد ۸ متر در ۴۲ متر، استخری تازه ساخته شده، چاه آب، نوار سبز و درختان تزئینی و میوه می‌شود. ساختمان کاخ دو طبقه است. در گذشته، کاخ عبارت از دو قسمت جداگانه بوده‌است. بخش جنوبی برای انجام امور اداری و پذیرایی از مهمانان بلندپایه، قسمت شمالی نیز بابت سکونت خانوار خان مد نظر گرفته شده بود. در ورودی بدین بخش‌ها از راهروهایی طاقدار و تراس مانند منتهی می‌شوند. عبورهای داخلی نیز در میان بخش‌ها ایجاد شده‌است. راهروهایی نظیر ایوان‌ها که، از نمای اصلی کاخ جلو رفته‌اند، زیبایی و شیوایی ویژه ای به ظاهر دربار به ارمغان می‌آورد. پلکان‌های کاخ از سنگ ماسه قرمز درست شده‌است. مساحت کل کاخ ۳۸۲ متر مربع می‌باشد.

## تبدیل کاخ به موزه
کاخ در آوریل سال ۱۹۹۸ به موزه قالی نخجوان تبدیل شد. موزه دارای ۸ تالار می‌باشد، که یکی از آنها به خانان اهل نخجوان اختصاص یافته‌است. علی‌رغم اینکه در همین ابتدای تأسیس، موزه دارای ۳۵۹ اشیای نمایشی بود، لیکن بعداً تعداد آنها به بیش از ۲۰۰۰ افزایش پیدا کرد که، ۳۰۵ تا از آنها فرش است.
اینجا می‌شود گفت، که تمام تنوع‌های قالی به نمایش گذاشته شده‌است. قالی‌های منتسب به قرن‌های ۱۸- ۱۹ که در مدارس قالی بافی گنجه- قازاخ، قوبا- شیروان، قره‌باغ، تبریز- نخجوان بافته شده‌اند، در موزه مورد نگهداری قرار می‌گیرند.

## نگارخانه

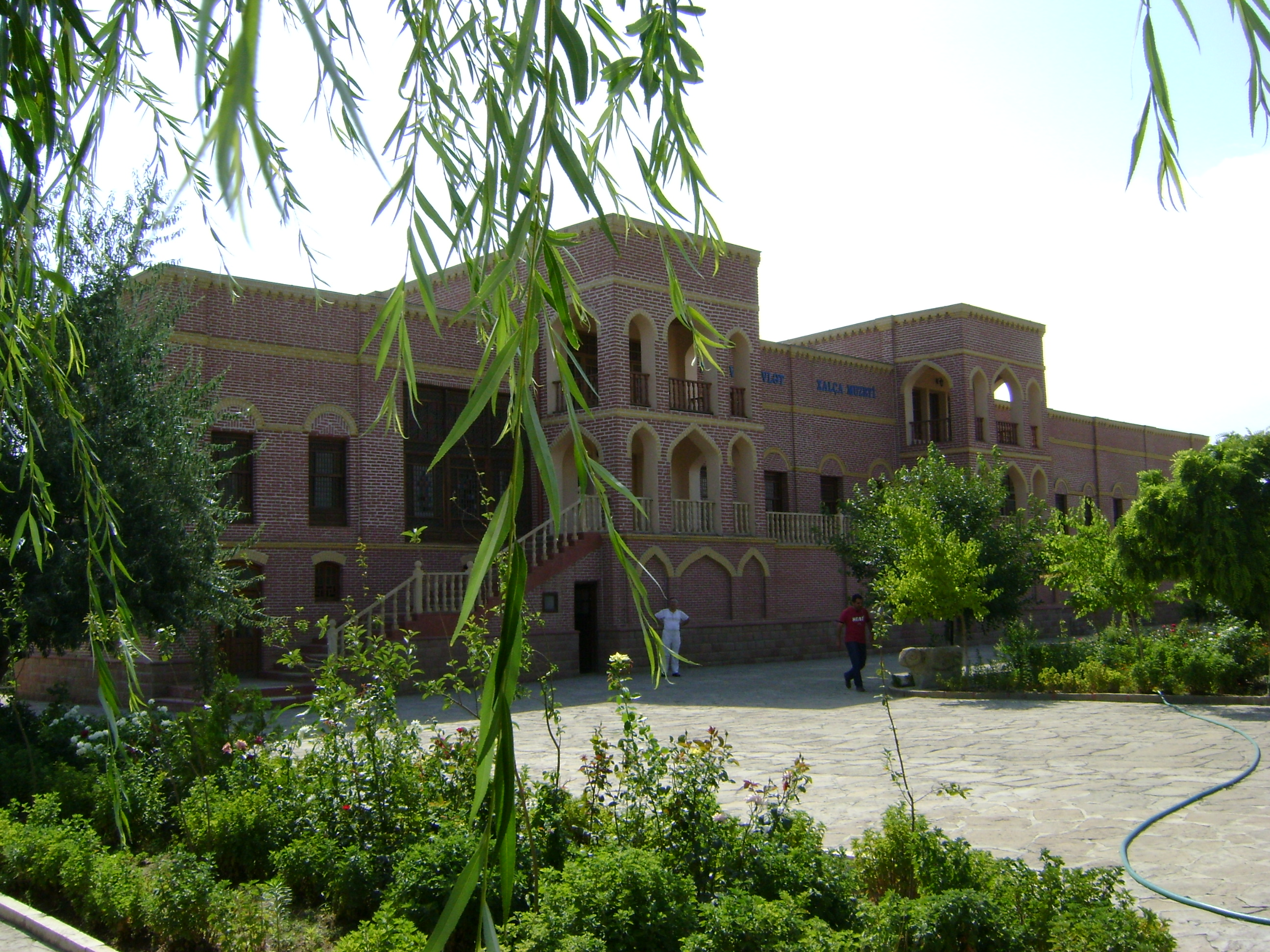
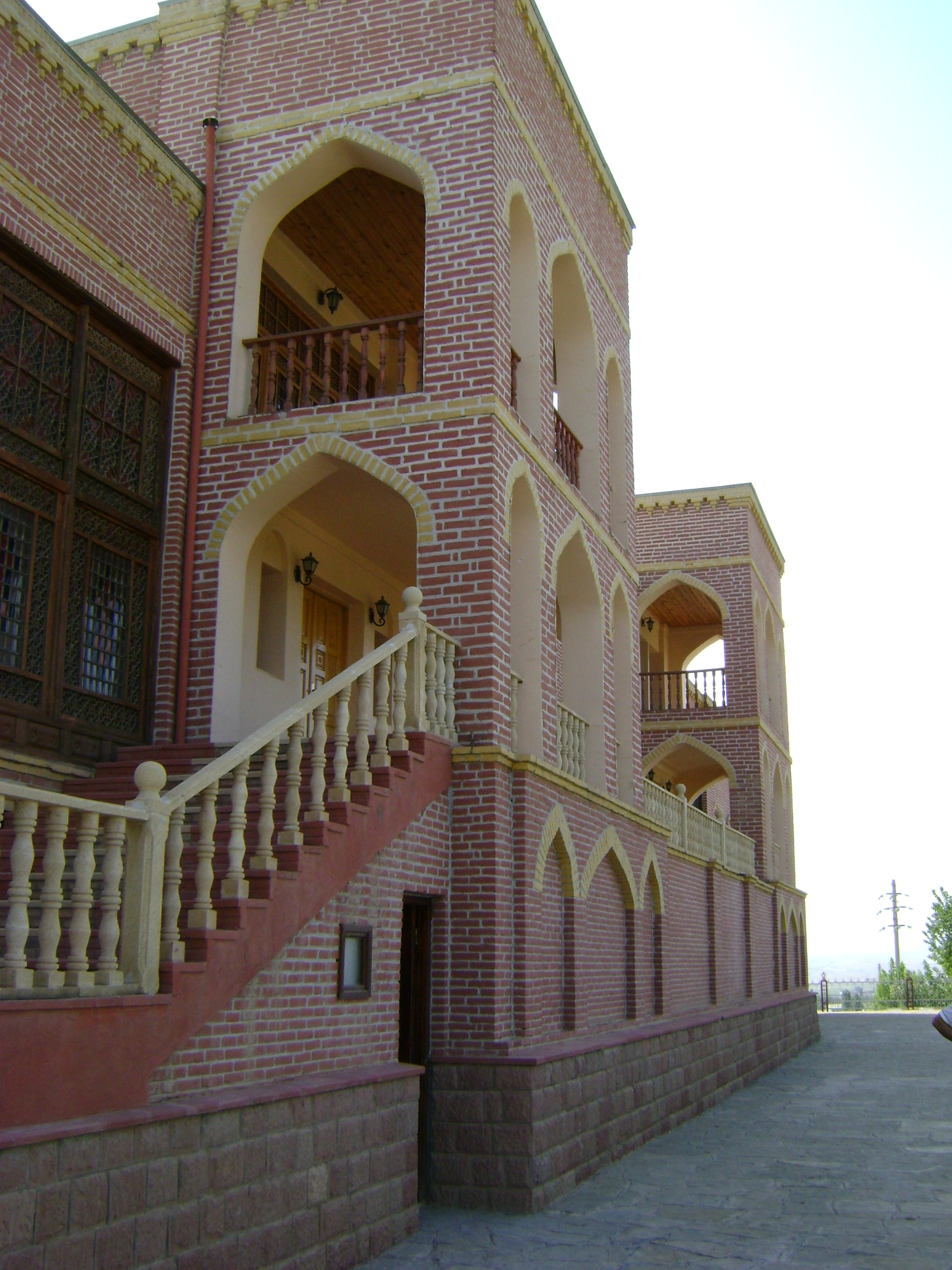
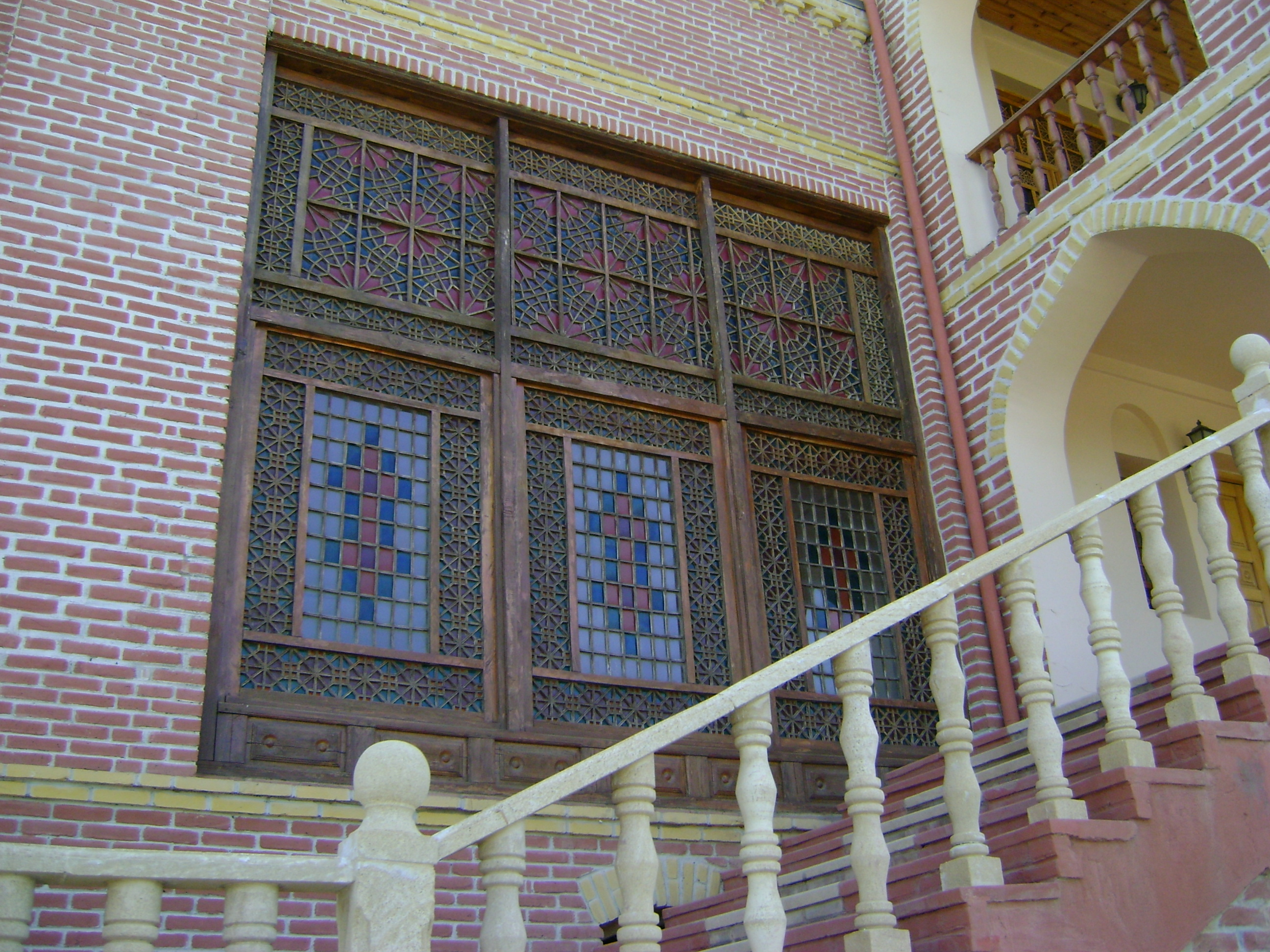
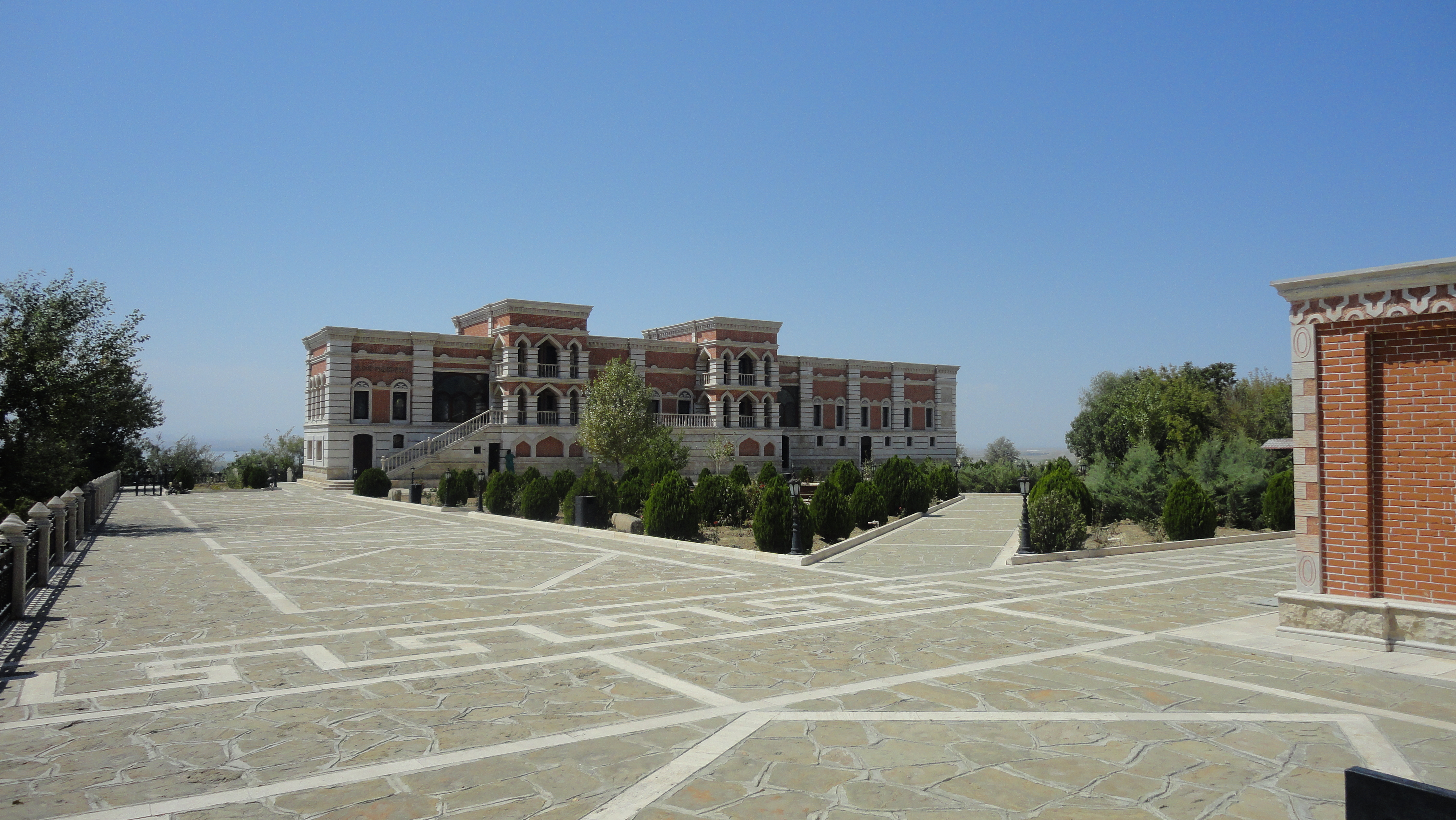